# 大人になるまでガマンする
『大人になるまでガマンする』（おとなになるまでガマンする）は、1986年4月11日から同年5月16日までTBS系列で毎週金曜日21:00 - 21:54（JST）に放送されたテレビドラマ。

## 概要
対照的な山口家と藤田家、そして茂樹・正弘・秀一郎の小学6年生の3人組を中心として、彼らを通して小学生ならではの悩み事などを浮き彫りにしながら近い周囲の素朴な出来事、子供の夢、教育問題などを交えて明るく描いた。

## あらすじ
東京近郊の私鉄沿線の駅前で小さな飲み屋「大将」を経営している山口松男・里美夫婦は結婚12年で未だに仲良し、息子たちも父を尊敬しているという一家。一方、藤田貞雄・純子夫婦はその仲もぎこちなく、純子が教育ママとして一家を取り仕切っている。この両家の中で、山口家の長男・茂樹と藤田家の長男・正弘、そして転校生としてこの二人のクラスに編入して来た吉原秀一郎は大の仲良し。しかし中学受験を目指す正弘の母・純子が茂樹と一緒にいると勉強をしないと友達付き合いに反対。それを知った茂樹の母・里美は純子の家に怒鳴り込んだ――。

## キャスト
参考
山口里美
演 - 泉ピン子
結婚してから12年ずっと、心底夫の松男に惚れている。優しい性格だがやや短気な所がある。
山口松男
演 - 加藤健一
一本気で明るい性格。里美と一緒に飲み屋「大将」を切り盛りしている。
山口茂樹
演 - 川上恭尚
長男で小学6年生。父を尊敬し、弟思い。勉強するよりも遊ぶ方が好きな性格。
山口剛
演 - 片岡伸吾
次男で小学2年生。両親が飲み屋へ出ている夜は兄と二人家で留守番している。一人の時は日記を書いている。
藤田純子
演 - 大谷直子
正弘を有名私立中学に入学させようと躍起になっている、典型的な教育ママ。
藤田貞雄
演 - 平田満
仕事熱心なサラリーマン。妻・純子の教育方針にはいささか批判的になっている。
藤田治子
演 - 高橋チエ
正弘の姉で有名私立中学2年生。両親や家庭の今のあり方に疑問を抱いている。
藤田正弘
演 - 草野康太
茂樹の友人。母・純子の教育ママぶりを無神経なものと捉えて心が傷ついているのを感じている。
大町ミツ
演 - 三崎千恵子
純子の母で、正弘の祖母。孫たちには優しく、勉強に追い立てられる孫を見てはもっと遊ばせてやりたいと思っている。
中井今日子
演 - 木内みどり
小学校教師で、茂樹と正弘のクラスの担任。思ったことをすぐ口にするような性格で、他人からも誤解されやすい所がある。
尾崎信孝
演 - 宮川一郎太
国立の一流大学の学生で、正弘の家庭教師。怒鳴りつけて正弘の指導に当たっている。
吉原秀一郎
演 - 矢野博勝
秀一郎の母
演 - 木瓜みらい
藤沢（東大生）
演 - 竹内力
木暮（慶大生）
演 - 小木曽孝司
光谷まり子
演 - 持田美保
坪井
演 - 田中龍也
奥村校長
演 - 西本裕行
安川教頭
演 - 奥村公延

## スタッフ
- プロデューサー：伊藤満、田辺隆史、山本典助（TBS）
- 脚本：山田太一 （全話担当）
- 音楽：三枝成章
- プロデューサー補：見留多佳城
- 助監督：白山一城、久保田延広、永田智春
- 撮影：上田正治
- 撮影助手：五十嵐英弘
- V・E：大和田謙一
- V・A：古市修文
- 音声：中島実、阿部茂、下村晴之
- 照明：加藤久雄、堀口敦生、陳招全、成田龍雄
- 美術：望月正照
- 装飾：清水公、金勝浩一
- 衣装：川上鈴雄
- メイクアップ：杵渕陽子
- スチール：勝村勲
- 編集：阿良木佳弘、宮崎清春、沖田智子
- 記録：天野春代
- 効果：橋本正二
- 選曲：山本逸美
- 制作担当：太田喜一郎
- 制作主任：高橋憲行
- 制作進行：鍋島毅郎
- 技術協力：東通
- 番組宣伝：平川清圀
- 監督：恩地日出夫 （全話担当）
- 制作：ヴァンフィル、TBS

（）

## 書籍
- 大人になるまでガマンする（山田太一 著、大和書房、1986年5月10日・刊）